# Dorothy Maijor

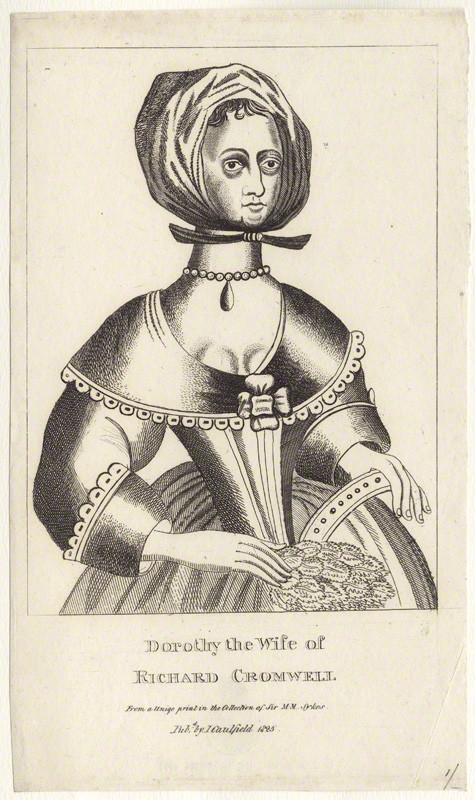
Dorothy Maijor Cromwell

Dorothy Maijor Cromwell (* um 1620; † 5. Januar 1675) war die Frau von Richard Cromwell, des zweiten Lordprotektors von England, Schottland und Irland, der dieses Amt von seinem Vater Oliver Cromwell nach dessen Tod übernahm.

## Leben
Dorothy oder Dorothea Maijor war die Tochter von Richard Maijor, Esq of Hursley in Hampshire.
1649 heiratete Richard Cromwell Dorothy Maijor. Er und seine Frau blieben weiterhin auf dem Anwesen von Richard Maijor in Hursley. In den 1650er Jahren hatten sie neun Kinder, von denen fünf das Erwachsenenalter erreichten.
Nachdem Richard aus dem Land geflohen war, blieb Dorothy ihm treu und verbrachte fünfzehn Jahre ihres Lebens damit, auf seine Rückkehr zu warten. Sie starb am 5. Januar 1675.

## Aufgaben
Obwohl nur sehr wenig von ihr bekannt und veröffentlicht ist, weiß man, dass sie bei der Investitionszeremonie ihres Mannes in der Westminster Hall anwesend war und möglicherweise „Beschützerin“ genannt wurde, obwohl sie während Richards kurzer neunmonatiger Regierungszeit anscheinend nur sehr wenige Aufgaben übernommen hat.

## Referenzen
- Hilliam, David (2004). „Frau Dorothea Cromwell“. Könige, Königinnen, Knochen & Bastarde
- Mark Noble, Memoirs Of The Protectorate-House Of Cromwell